# Amphiesmenoptera
Amphiesmenoptera é um clado de neópteros proposta por Willi Hennig na sua revisão da taxonomia dos de insectos, agrupando as ordens Lepidoptera (borboletas e traças) e Trichoptera (moscas-de-água).

## Descrição
Os tricópteros e os lepidópteros partilham um elevado número de caracteres derivados (sinapomorfias) que atestam a sua origem comum, nomeadamente: (1) as fêmeas, e não os machos, são heterogaméticos, ou seja a desiguladade nos cromossomas sexuais ocorre na fêmea e não no macho; (2) apresentam setas ou cerdas densas nas asas (modificadas para escamas nos Lepidoptera); (3) apresentam uma distribuição específica da venação das asas anteriores (venação anal com dupla volta); e (4) as larvas apresentem peças bucais e glândulas para fabricar e manipular seda.
Este grupo provavelmente diferenciou-se no Jurássico, por divergência com o grupo extinto Necrotaulidae. Os Lepidoptera diferem dos Trichoptera em vários caracteres, incluindo detalhes na venação das asas, forma das escamas alares, perda dos cerci, perda de um ocelo e modificações nas pernas.
Amphiesmenoptera é considerado o táxon irmão de Antliophora, um clado que compreende Diptera, Siphonaptera e Mecoptera. Juntos, Amphiesmenoptera e Antliophora, constituem o grupo Mecopterida.